# アメリカ大百科事典

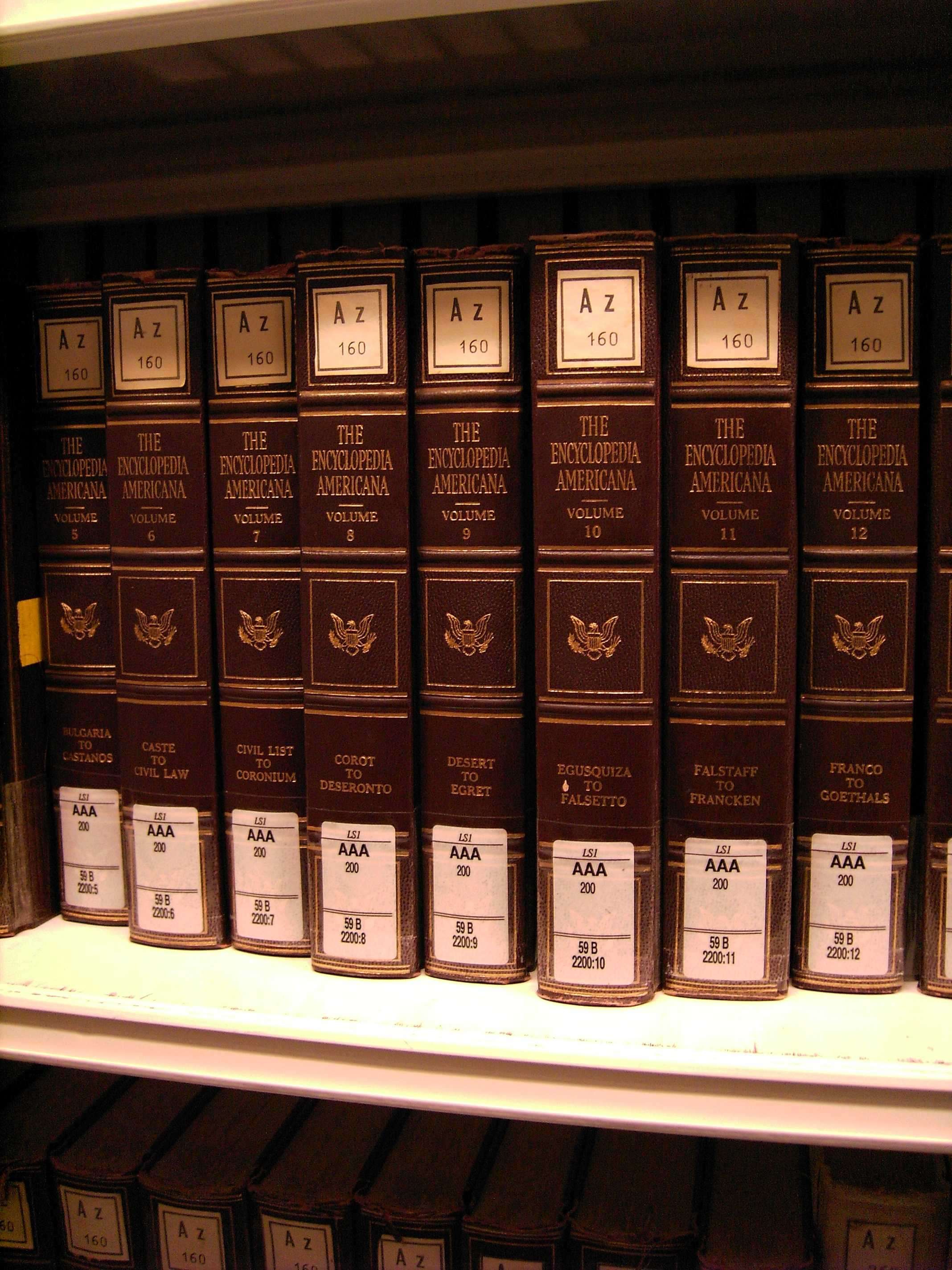
ゲッティンゲン州大学図書館所蔵のアメリカ大百科事典

アメリカ大百科事典（英: Encyclopedia Americana）は米語で書かれた最大規模の総合百科事典の一つ。アメリカーナ百科事典とも記述される。2000年に出版元のグロリエ社が買収されたことにより、この百科事典はスコラスティックが出版元となっている。
この百科事典は4万5千以上の項目を収めており、1項目のほとんどに500語以上の説明が付いている。「アメリカ合衆国」の説明には30万語も使われている。アメリカ合衆国とカナダの地理に関しては古くから他を圧倒していたが、ここ数年の電子出版により一部抜かれつつある。編著者は6500名であり、9000以上の書誌、15万以上の相互参照、1000以上の表、1200の地図、4500ほどの図画（一部はカラー）、680の時事解説が収められている。ほとんどの項目には著作者名が記されている。
全30巻であり、現在では会費制オンライン百科事典サービスとして提供されている。2008年3月、出版元のスコラスティックは「紙媒体でも売れ行きは悪くなく、将来的な出版形態は決めかねている」と発表している。同社は2007年に改訂版を出したが、紙媒体では発売されなかった。
オンライン版は1997年に導入されて以来、更新され続けている。オンライン版になってからも、想定読者を高校生と大学初年度生において設計されている。図書館では、グロリエオンライン参照サービスという形でも提供されており、中高生向けの『グロリエマルチメディア百科事典』、小学生向けの『新しい知識』を合わせて見ることができる。グロリエオンライン参照サービスは個人向けには提供されていない。

## 初期の歴史

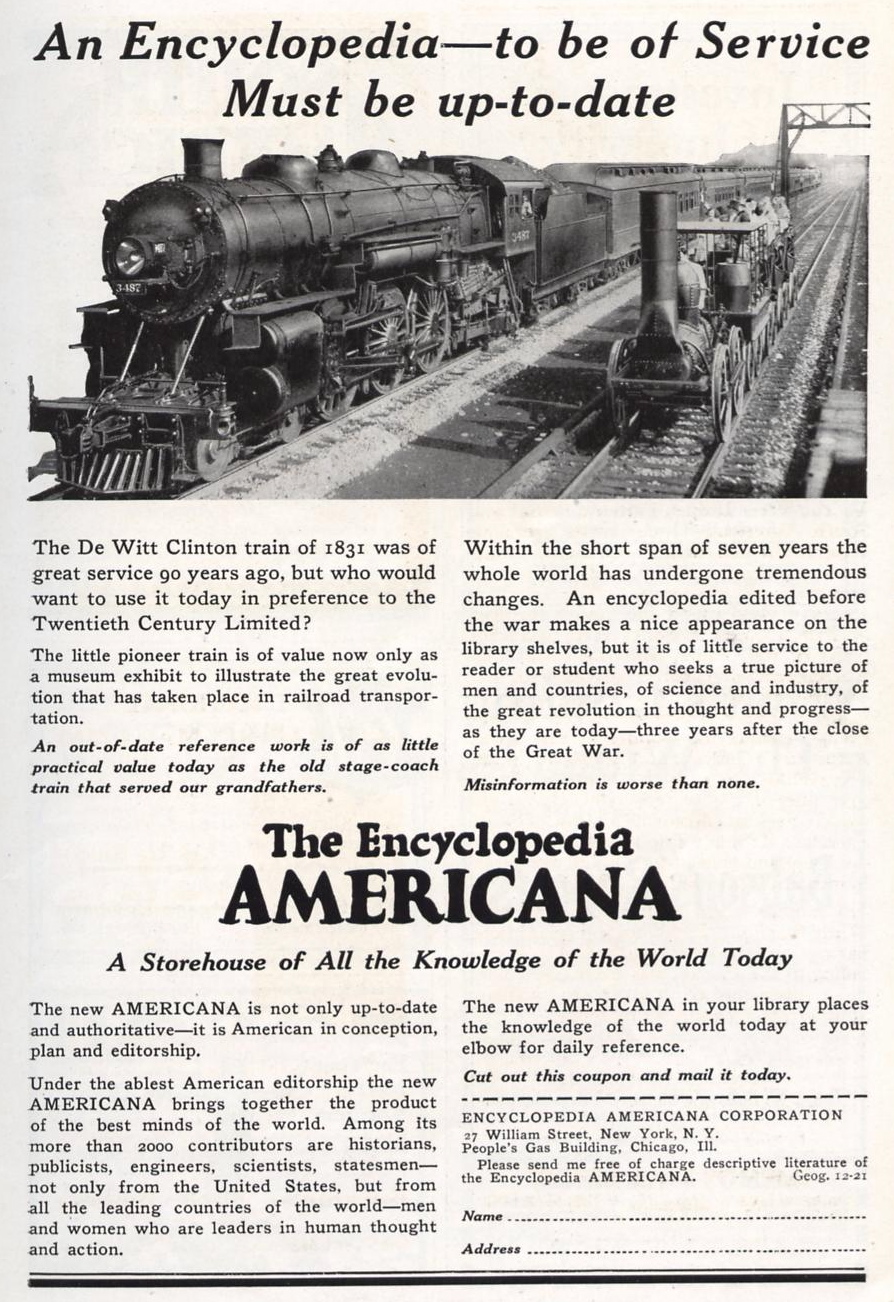
1921年のアメリカ大百科事典の広告。機関車に例えて「お宅の百科事典は90年前の旧式ではありませんか？」と書かれている。

アメリカ大百科事典はドイツ生まれのフランシス・リーバーが作った。副題は「一般読者向けの芸術、科学、文学、歴史、政治、伝記についての現代に至るまでの、おびただしいオリジナルのアメリカに関する伝記を含み、ドイツ百科事典第7版に基づく事典（Encyclopædia Americana. A popular dictionary of arts, sciences, literature, history, politics and biography, brought down to the present time; including a copious collection of original articles in American biography; on the basis of the 7th ed. of the German Conversations-Lexicon）」。アメリカで作られた本格百科事典としては『ドブソン百科事典』 (1789-1798) 以来のものだった。元となったドイツ百科事典第7版とはフリードリヒ・アルノルト・ブロックハウスによる『ブロックハウス百科事典』のことで、アメリカ大百科事典はこれに大幅な加筆や新規記事追加が行われたものである。また、検索性が重視され、学術よりも一般向けを目的とした。
第1版は13巻から成り、1829年から1833年にかけてフィラデルフィアのCarey, Lea & Carey社から出版された。1846年に追加として第14巻が出版された。その後も1858年まで改版、増刷が繰り返された。1848年にはジョン・サッターがアメリカ大百科事典の「金」の記事情報を参考にして金鉱を発見し、カリフォルニア・ゴールドラッシュのきっかけを作った 。
1883年から1889年にかけて、J・M・ストッダートがアメリカ大百科事典の第9版を出版している。しかし、これは先のリーバーの百科事典の内容を受け継ぐものではなかった。
1902年、サイエンティフィック・アメリカンが16巻からなる『アメリカ大百科事典』の新版を出した。サイエンティフィック・アメリカンの編集者フレデリック・ビーチが編集長となり、数百の学者、研究所の協力を得て作られた。最初の出版社はR.S. Peale & Co社で、1903年から1906年にかけて改訂版がアメリカーナ社から、1903年にはジョージ・ラインズの責任編集で出版された。サイエンティフィック・アメリカンとの関係は1911年で解消された。1907年から1912年は、「ザ・アメリカーナ」の名義で出版された。
1918年から1920年にかけて、編集長ジョージ・ラインズで、30巻からなる新版が出された。1923年から2000年までは季刊または年鑑も毎年出版された。
この百科事典の版権は1945年にグロリエに買収された。1960年代まで、アメリカ大百科事典とその関連図書「知識の本」「一般科学の本」「地理と人々」がグロリエから出版された。これはかなりの成功を収め、グロリエ社は大きな自社ビルを持つことができるようになった。そのビルはマンハッタンのミッドタウン、レキシントン・アベニュー575に建てられ、アメリカーナビル、グロリエビルなどと呼ばれた。この期間、この百科事典は通信販売と訪問販売で主に売られた。1970年代には、電話勧誘販売や他社を通じての販売も行われるようになった。

## 最近の動き
1988年、グロリエは、フランス語百科事典『Hachette Encyclopedia』などの版権を所有するフランスの出版社アシェットに買収された。そのアシェットは、後にフランスのラガルデールの傘下に入っている。これらの影響を受け、グロリエの拠点はコネチカット州フェアフィールド郡のダンブリーに移されている。
CD-ROM版は1995年に出版された。テキストと画像が別ディスクに分かれていたが、これは当時の一般的な形式である。1997年にはオンライン版もできた。その後数年でさらに機能が拡張され、補足情報やインターネットリンク、時事情報も付け加えられるようになった。インターフェースの見直しも行われ、2002年には障害を持つアメリカ人法(ADA)に対応するテキストのみの版も作られた。
2000年、スコラスティック社が4億ドルでグロリエを買収した。スコラスティックは、グロリエの営業利益が従来7～8パーセントだったのを、30パーセントにまで上げることを試みた。このため、グロリエは2000年から2007年にかけて、毎年スタッフの減員を行っている。スコラスティックはアメリカ大百科事典をK-8スクール（アメリカの小中一貫校）向けの情報源とすることにも力を入れているが、実際の売り上げに結びついているかどうかはまだ不確かである。

## 歴代編集長
- 1829-1833年 フランシス・リーバー（英語版） ドイツ系アメリカ人の法律学者。著書に捕虜の人道的扱いについて述べた『陸軍統治の指針（A Code for the Government of Armies）』(1863年)がある。
- 1902-1917年 フレデリック・ビーチ（英語版） 技術者でサイエンティフィック・アメリカンの編集者。
- 1917-1920年 ジョージ・ラインズ（英語版） 文筆家、編集者。
- 1920-1948年 A. H. McDannald Baltimore News、Baltimore Evening Sunの記者で編集者、文筆家。
- 1948-1964年 Lavinia P. Dudley, Encyclopaedia Britannica、Encyclopedia Americanaの編集者、マネージャー。アメリカの主要事典関係で初めての女性編集長。
- 1965-1970年 George A. Cornish New York Herald Tribuneの記者、編集者。
- 1970-1980年 Bernard S. Cayne Educational Testing Service、Harvard Educational Reviewの教育研究者、編集者（Ginn & Co., Collier's Encyclopedia, Macmillan）、グロリエの取締役。
- 1980-1985年 Alan H. Smith グロリエ、アメリカ大百科事典の編集者。
- 1985-1991年 David T. Holland Harcourt Brace、アメリカ大百科事典の編集者。
- 1991-2000年 Mark Cummings 編集者（Macmillan, Oxford University Press）
- 2000-2005年 Michael Shally-Jensen 編集者（Merriam-Webster/Encyclopaedia Britannica）
- 2005-2006年 K. Anne Ranson アメリカ大百科事典、Grolier Multimedia Encyclopediaの編集者。
- 2006年- Joseph P. Castagno グロリエのLands and Peoples、New Book of Popular Scienceの編集者。

## ポピュラーカルチャーでの登場
- 放送局HBOによる2008年からのドラマIn Treatmentで、ガブリエル・バーン演じるポール・ワトソン博士（英語版）の仕事部屋の書棚に『アメリカ大百科事典』一式が並んでいる。